# LEGO Ninjago - Il film
LEGO Ninjago - Il film (The LEGO Ninjago Movie) è un film del 2017 diretto da Charlie Bean, Paul Fisher e Bob Logan.
Terzo film del franchise, è il secondo spin-off del film The LEGO Movie (2014), dopo LEGO Batman - Il film (2017) ed è l'adattamento cinematografico della serie animata di Cartoon Network, Ninjago: Masters of Spinjitzu.

## Trama
Un ragazzino di nome Jake incontra il misterioso proprietario di un negozio di reliquie, Shen Liu, che gli racconta la storia di Ninjago, una città nell'universo LEGO. È spesso terrorizzato dal malvagio signore della guerra  Lord Shun Garmadon e dal suo esercito di scagnozzi a tema vita marina. I continui attacchi di Garmadon si ritorcono contro suo figlio Lloyd, disprezzato da tutti a Ninjago City per la sua relazione con Garmadon, mettendolo sotto stress emotivo. All'insaputa di tutti, Lloyd è il Ninja Verde, il leader di una squadra ninja composta da Kai, Cole, Jay, Zane, Nya e il loro maestro Wu (fratello di Garmadon), che impediscono sempre a Garmadon di prendere il controllo di Ninjago combattendo con i mech. Quando Garmadon non riesce ancora una volta a conquistare Ninjago, la sua divisione tecnologica gli mostra un nuovo mech gigante.
Dopo la vittoria, Wu dice ai ninja che solo il loro "elemento unico" sconfiggerà definitivamente Garmadon. Lloyd è frustrato nell'apprendere che il suo elemento è "verde" mentre Kai ha il fuoco, Cole ha la terra, Jay ha il fulmine, Zane ha il ghiaccio e Nya ha l'acqua. Wu menziona anche "l'arma definitiva", dando a Lloyd una nuova speranza di fermare Garmadon, nonostante Wu li abbia avvertiti che nessuno potrà mai utilizzare il dispositivo. Il giorno successivo, Garmadon attacca Ninjago con il suo nuovo mech e questa volta sconfigge Lloyd. Mentre Garmadon gongola, Lloyd ritorna con l'Arma Suprema e la spara, solo per scoprire che in realtà è un puntatore laser che attira un gigantesco gatto live action di nome Meowthra. Garmadon punta il laser contro i mech del ninja, che il gatto distrugge, ma Lloyd rompe il puntatore laser. Mentre Garmadon celebra la sua vittoria, Lloyd si smaschera e denuncia suo padre, lasciando Garmadon confuso.
Lloyd incontra i suoi amici e Wu, che dice loro che devono usare "l'arma definitiva, definitiva" per impedire a Meowthra di distruggere Ninjago, che può essere trovato dall'altra parte dell'isola di Ninjago. Garmadon ascolta la conversazione, lo segue da vicino e intercetta il ninja. Wu e Garmadon combattono e, sebbene il primo riesca a intrappolare il secondo in una gabbia, cade da un ponte nel fiume sottostante. Prima di essere spazzato via, Wu dice ai ninja che devono trovare la "pace interiore". Il ninja continua con Garmadon che li guida, con grande irritazione di Lloyd. Nonostante ciò, i due legano durante il loro viaggio, mentre i ninja imparano a non fare affidamento esclusivamente sui loro mech per combattere. Il gruppo sopravvive a un incontro con i generali licenziati di Garmadon e Garmadon insegna a Lloyd a lanciare.
Alla fine si schiantano sul Tempio delle Fondamenta Fragili, la casa d'infanzia di Garmadon. Dice a Lloyd che sua madre, Koko, una volta era una guerriera chiamata Lady Iron Dragon e che avrebbe voluto restare con loro dopo aver deciso di conquistare Ninjago, ma non poteva cambiare i suoi modi, quindi hanno dovuto restare separati. Il ninja trova l'Ultimate, l'Arma Definitiva, uno scrigno costituito da un set di pezzi LEGO che ricordano i loro poteri elementali, solo per farsi rubare da Garmadon, che rimane risoluto nel conquistare la città dopo che Lloyd rifiuta la sua offerta di sostituire un generale ammutinato. . Con una svolta inaspettata, Garmadon blocca il ninja all'interno del tempio mentre inizia a crollare. Lloyd si rende conto che "pace interiore" significa che devono liberare il loro potere elementale e fuggire dal tempio che sta crollando. Mentre cadono da un dirupo, Wu li salva con la nave volante dei ninja, il Vascello del Destino, e tornano a Ninjago City.
Garmadon cerca di sconfiggere Meowthra con l'Arma Definitiva, solo per finire mangiato dal gatto. Lloyd e gli altri arrivano e iniziano a combattere l'esercito di Garmadon. Quando Lloyd si avvicina a Meowthra, rivela a tutti di essere il Ninja Verde e si rende conto che "verde" significa vita e che il suo elemento è ciò che collega il ninja e la sua famiglia. Conforta e doma Meowthra e si scusa profusamente con Garmadon, dicendo che lo perdona. Rendendosi conto del suo errore, Garmadon piange lacrime di fuoco, costringendo Meowthra a rigurgitarlo. Dopo che Lloyd e Garmadon si sono riconciliati, Meowthra diventa la mascotte di Ninjago e Lloyd viene acclamato come un eroe.
Quando Shen Liu finisce la sua storia su Ninjago, informa Jake che ha il potenziale per diventare un grande guerriero ninja e gli dice che inizieranno l'addestramento all'alba.

## Personaggi
- Lloyd Montgomery Garmadon (oppure Lo-loyd)
- Kai Smith
- Nya Smith
- Jay Walker
- Cole
- Zane
- Sensei Wu
- Lord Shun Garmadon
- Koko
- Shen Liu (Jackie Chan)
- Jake (Kaan Guldur)
- Meowthra

## Produzione
Dopo LEGO Batman - Il film, la Warner ha prodotto un secondo spin-off di The LEGO Movie, tratto dalla serie di Cartoon Network Ninjago: Masters of Spinjitzu. Il film è diretto da Charlie Bean e nel cast figurano Jackie Chan per Sensei Wu, Michael Peña per Kai Smith, Dave Franco per Lloyd Garmadon, Fred Armisen per Cole Bucket e Justin Theroux nei panni dell villain Lord Garmadon.
Il budget del film è stato di 70 milioni di dollari.

## Promozione

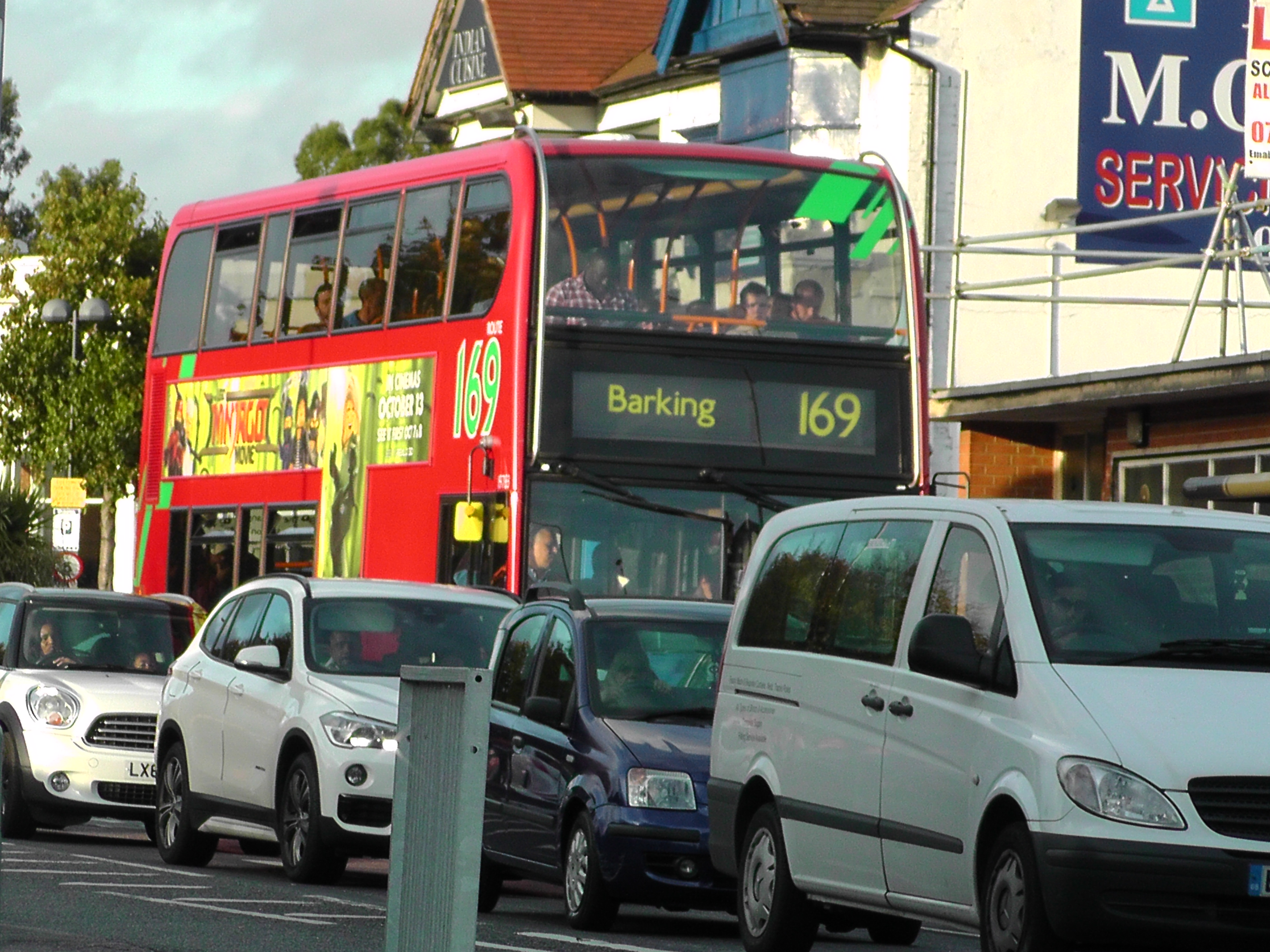
La pubblicità del film su un autobus

Il primo trailer del film è stato distribuito il 9 febbraio 2017 e nello stesso giorno è stato distribuito anche quello in italiano.
Come per The LEGO Movie anche questo film ha avuto un videogioco tutto suo, LEGO Ninjago - Il film: Videogame (The LEGO Ninjago Movie Video Game), pubblicato contemporaneamente all'uscita del film nelle sale cinematografiche.

## Distribuzione
Il film è stato distribuito nei cinema nordamericani il 22 settembre 2017, mentre in Italia è uscito il 12 ottobre.

### Edizione italiana
I dialoghi italiani e la direzione del doppiaggio furono curati rispettivamente da Cecilia Gonnelli e Stefanella Marrama per mano della DUBBING BROTHERS INT. ITALIA.

## Accoglienza

### Incassi
Il film ha incassato 59,2 milioni di dollari in Nord America e 64,4 milioni nel resto del mondo, per un totale di 123,6 milioni in tutto il mondo. Sebbene ha ricoperto i costi del budget di produzione, il film si è rivelato per lo studio un flop.

### Critica
Il film ha ricevuto recensioni miste da parte della critica e del pubblico. Su Rotten Tomatoes ha una percentuale di gradimento del 55% sulla base di 134 recensioni, il consenso critico cita «Nonostante l'ampio fascino e alcune gag solide, LEGO Ninjago - Il film suggerisce che la formula di questo franchise non funziona come una volta»